# 李察·葛林威爾
李察·葛林威爾（英語：J. Richard Greenwell，1942年—2005年11月1日），神秘動物學家，曾任國際神秘動物學學會秘書。

## 生平
出生於英格蘭薩里郡。
移居美國亞利桑那州土桑市。擔任亞利桑那大學旱地研究辦公室的研究協調員。1970年代時，曾在空中現象研究組織任職。
1982年，葛林威爾與生物學家羅伊·麥考共同籌備成立國際神秘動物學學會，並擔任秘書以及年刊《神秘動物學》的編輯。他曾經與人類學家法蘭克·波瑞爾遠赴中國湖北省神農架考察野人。
2005年11月1日，在土桑市去世。

## 紀念
一種奈及利亞蛇類的學名Tricheilostoma greenwelli以葛林威爾的名字命名。